# N
A letra N (êne) é a décima quarta letra do alfabeto latino.

## História
O N surgiu por volta de 1000 a.C. entre os fenícios que o chamavam de nun (serpente). A letra sofreu poucas alterações ao ser adotado pelos gregos, que o rebatizaram de nu e lhe deram um formato parecido com o que ele tem hoje. Mesmo quando passou a ser empregado pelos romanos a letra preservou seu formato original. Durante toda a história o n e o m se assemelham e aparecem lado a lado nos alfabetos.

## Fonética e códigos
A letra N é uma consoante linguodental nasal.

## Significados
- Com til (ñ), é abreviatura de "não";
- É o símbolo químico do azoto ou nitrogênio;
- Um N estilizado ({\displaystyle \mathbb {N} }) designa o conjunto dos números naturais;
- Em Física a letra N é o símbolo de newton, unidade do SI de força.
- Negação curta e simples.
- A letra n pode também ser considerada como uma incógnita assim como 'X' ou 'Z'.
- Pode ser a abreviação de Norte, um dos pontos cardeais.